# President's Cup 2025
La President's Cup 2025 è un torneo di tennis professionistico maschile e femminile. È stata la 19ª edizione del torneo maschile, facente parte della categoria Challenger 50 nell'ambito dell'ATP Challenger Tour 2025, con un montepremi di 60 000 $. È  invece la 16ª edizione del torneo femminile, facente parte della categoria W15 con un montepremi di 15 000 $. Si giocano dal 28 luglio al 10 agosto 2025 sui campi in cemento del National Tennis Centre di Astana, in Kazakistan.

## Partecipanti

### Teste di serie
| Nazionalità | Giocatore           | Ranking* | Testa di serie |
| ----------- | ------------------- | -------- | -------------- |
| Francia     | Clément Chidekh     | 231      | 1              |
| Norvegia    | Nicolai Budkov Kjær | 253      | 2              |
|             | Ivan Gakhov         | 256      | 3              |
| Georgia     | Saba Purtseladze    | 273      | 4              |
| Australia   | Moerani Bouzige     | 337      | 5              |
|             | Petr Bar Biryukov   | 346      | 6              |
| Giordania   | Abedallah Shelbayh  | 364      | 7              |
| Lituania    | Ričardas Berankis   | 385      | 8              |

* Ranking al 21 luglio 2025.

### Altri partecipanti
I seguenti giocatori hanno ricevuto una wild card per il tabellone principale:
- Zangar Nurlanuly
- Amir Omarkhanov
- Maxim Shin

I seguenti giocatori sono passati dalle qualificazioni:
- Mukund Sasikumar
- Edward Winter
- Arda Azkara
- Maxim Zhukov
- Dominik Palán
- Park Ui-sung

## Punti e montepremi
| Torneo    | Torneo              | V     | F     | SF    | QF    | 2T    | 1T  | Q | Q2  | Q1  |
| Singolare | Punti               | 75    | 44    | 22    | 12    | 6     | 0   | 4 | 2   | 0   |
| Singolare | Premi in denaro ($) | 9 880 | 5 820 | 3 450 | 2 000 | 1 165 | 720 | – | 360 | 185 |
| Doppio    | Punti               | 75    | 44    | 22    | 12    | –     | 0   | – | –   | –   |
| Doppio    | Premi in denaro ($) | 4 250 | 2 450 | 1 480 | 880   | –     | 500 | – | –   | –   |

## Campioni

### Singolare maschile
Nicolai Budkov Kjær ha sconfitto in finale  Alexandr Binda con il punteggio di 6–4, 6–3.

### Doppio maschile
Taisei Ichikawa /  Kokoro Isomura hanno sconfitto in finale  Francis Casey Alcantara /  Park Ui-sung con il punteggio di 7–5, 2–6, [10–5].